# Henri-Pierre Danloux
Henri-Pierre Danloux (Parigi, 24 febbraio 1753 – Parigi, 3 gennaio 1809) è stato un pittore francese.

## Biografia

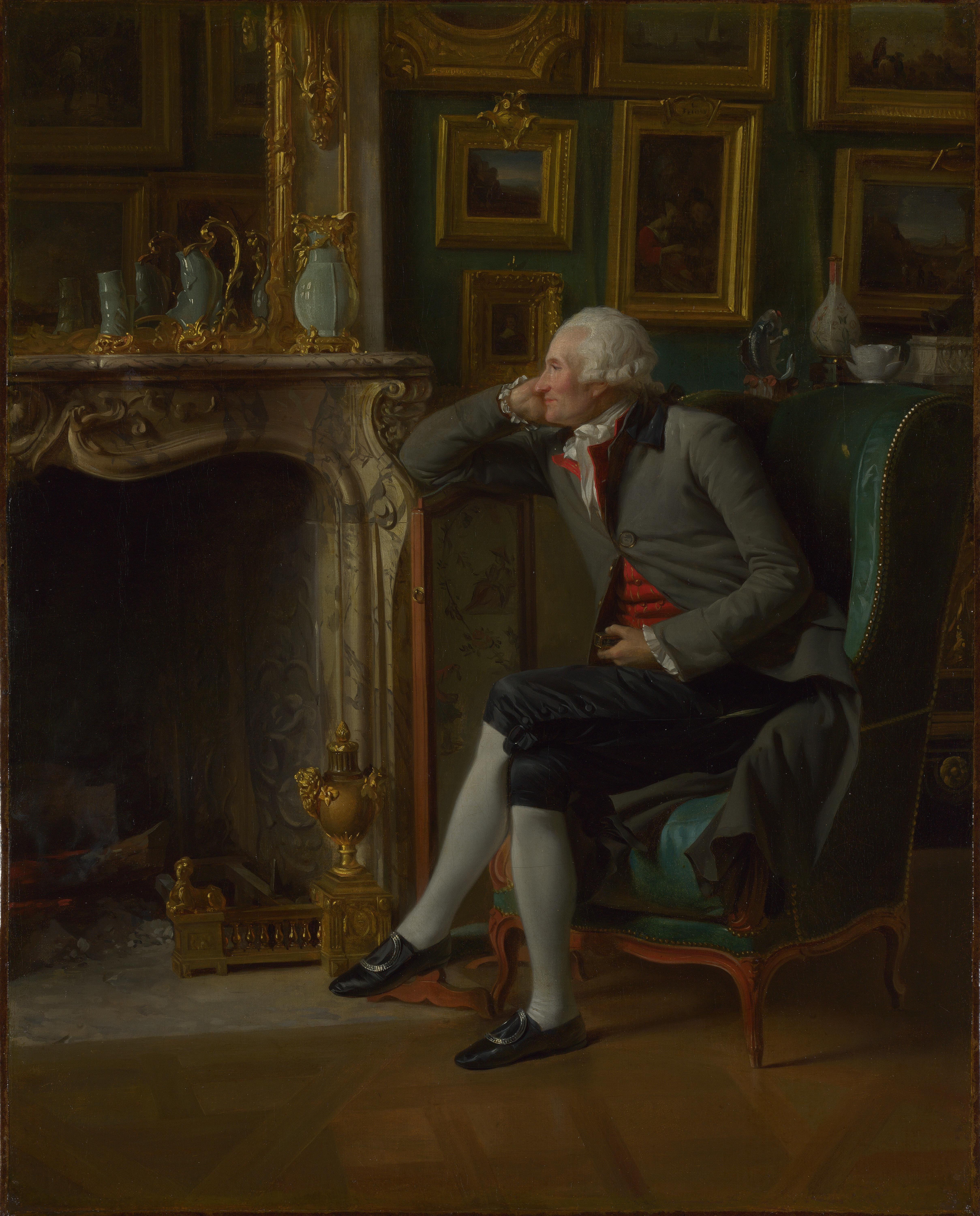
Barone de Besenval nel suo salotto nell'Hôtel de Besenval, 1791. National Gallery, Londra

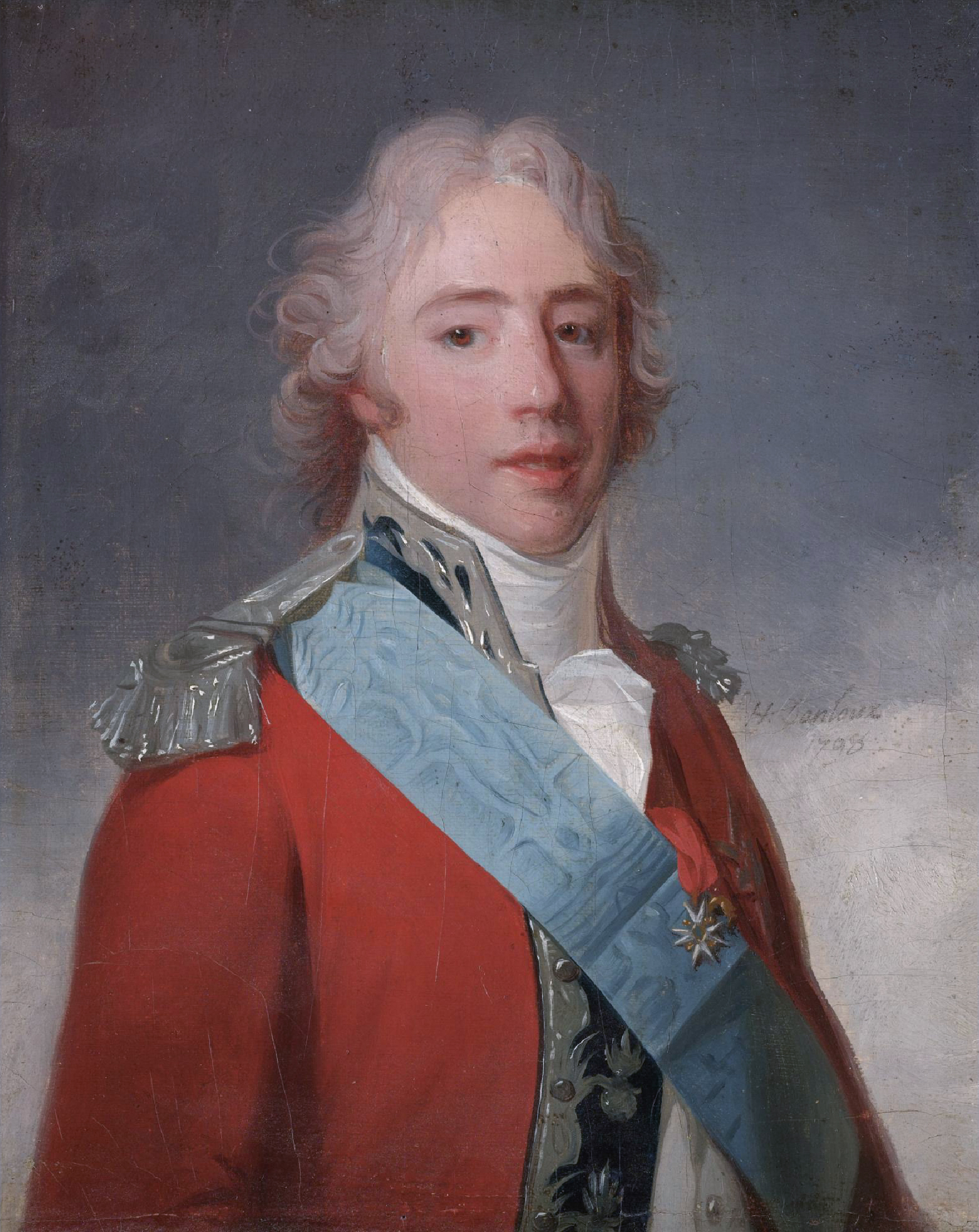
Ritratto del Conte d'Artois, Reggia di Versailles

Nel 1780 fu allievo di Nicolas-Bernard Lépicié e successivamente di Joseph-Marie Vien, presso il quale incontrò Jacques-Louis David; poi tra il 1775 e il 1780 fu presente presso l'Accademia di Francia a Roma, allora diretta da Vien. Sulla via del ritorno si fermò a Lione, dove eseguì scene di genere. Durante la Rivoluzione, tra il 1791 e il 1801, continuando a dipingere ritratti, come il Conte d'Artois, ora conservato a Versailles. Il suo stile divenne più sobrio ed elegante, per influsso di George Romney, come nel Ritratto di M. Delaval del Louvre e nel Ritratto di A. Lenoir di Versailles.
Tornato a Parigi, dipinse quadri di soggetto storico, come in Enrico IV e Sully, conservato a Pau, ed anche una serie di ritratti di gente di teatro e di artisti, come in Delille e sua moglie, 1802, Versailles.
Seguendo Joseph Aved, semplificò la composizione escludendo apparati aggiuntivi: la Contessa di Cluzel del 1787, ora a Chartres, ricorda i delicati lavori di Vigée-Lebrun, ma egli spesso ritorna ad una maggiore semplicità, con una sensibilità che sarà propria, con precisione maggiore, di Pierre Paul Prud'hon o François Gérard, come nel Ritratto di Jean-François de La Marche del 1793, ora al Louvre, Parigi.